# Стара Бія
Стара Бія́ (рос. Старая Бия) — присілок у Вавозькому районі Удмуртії, Росія.
Населення — 35 осіб (2010; 50 в 2002).
Національний склад (2002):
- удмурти — 88 %

Урбаноніми:
- вулиці — Верхня, Зарічна